# 하사마역
하사마역(일본어: 飯山満駅, はさまえき)은 일본 지바현 후나바시시 하사마초 2초메에 위치한 철도역으로, 도요 고속선이 이 역을 통과한다.

## 역 구조
상대식 승강장 2면 3선 고가역이다. 중앙의 기타나라시노 역 방면으로 유치선이 있다.
2008년 3월 17일에 야치요미도리가오카 역, 야치요추오 역에 이어 3번째로 승강장에 대합실이 설치되었다. 상부는 박군청색, 하부는 청색. 동년중에 PASMO 전용 개찰기가 도입되어 모든 개찰통로가 PASMO 대응이 되었다.
| 1 | ■ 도요 고속선 | 기타나라시노·도요 가쓰타다이 방면          |
| 2 | ■ 도요 고속선 | 니시후나바시·우라야스·오테마치·나카노 방면 |

## 역세권 정보
- 후나바시시청
- 도요 고등학교
- 후나바시주오 자동차 학교

## 역사
- 1996년 4월 27일: 영업 개시.
- 2008년
  - 1월 15일: 승강장 대합실 설치 공사 개시.
  - 3월: 승강장 대합실 사용 개시.
  - 10월: PASMO 사용 개시.
- 2010년 5월 10일: 승강장과 개찰구를 연결하는 엘리베이터의 설치 공사 개시.

## 사진

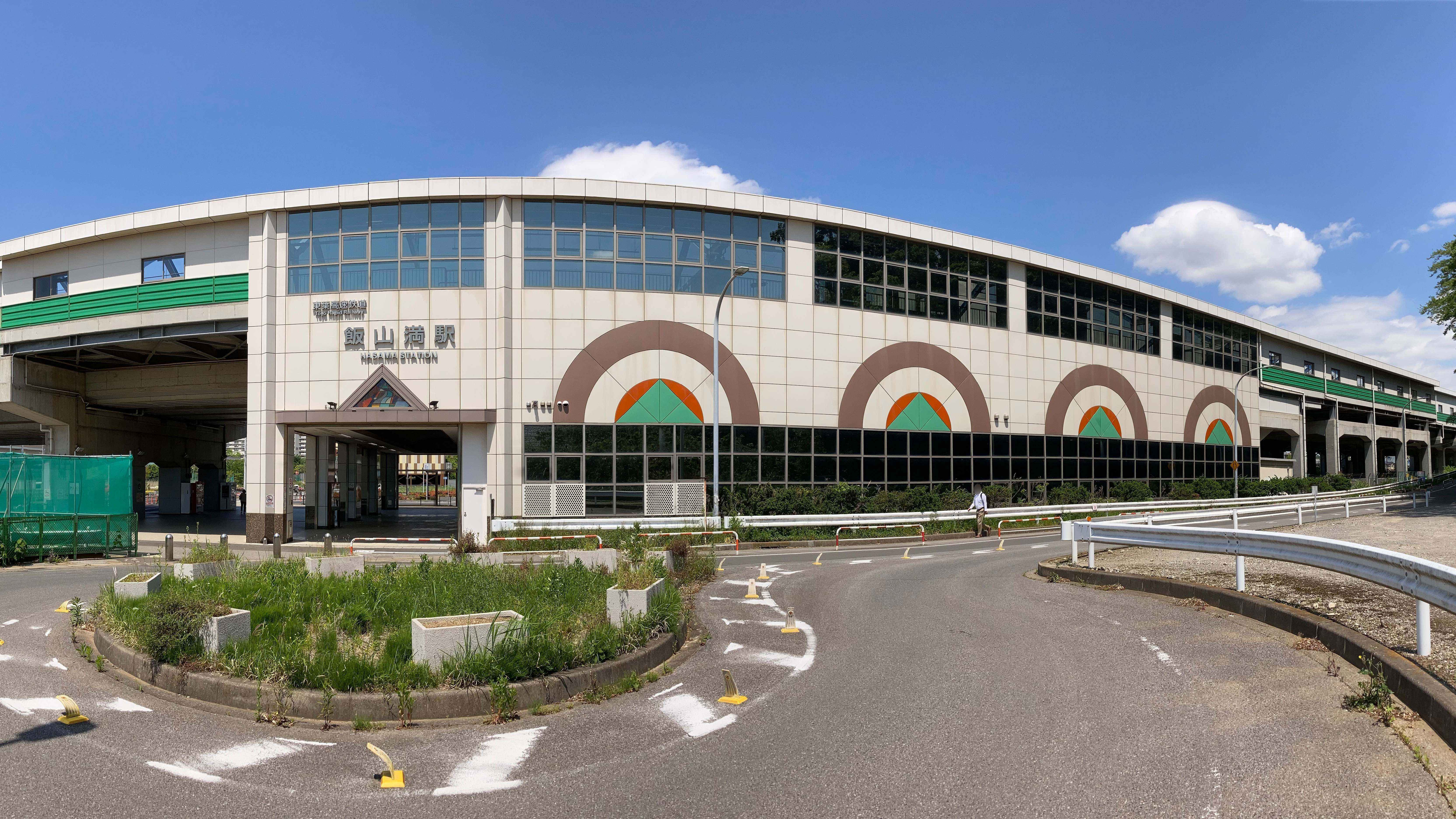
남쪽 역사 모습(2021년 4월 27일)
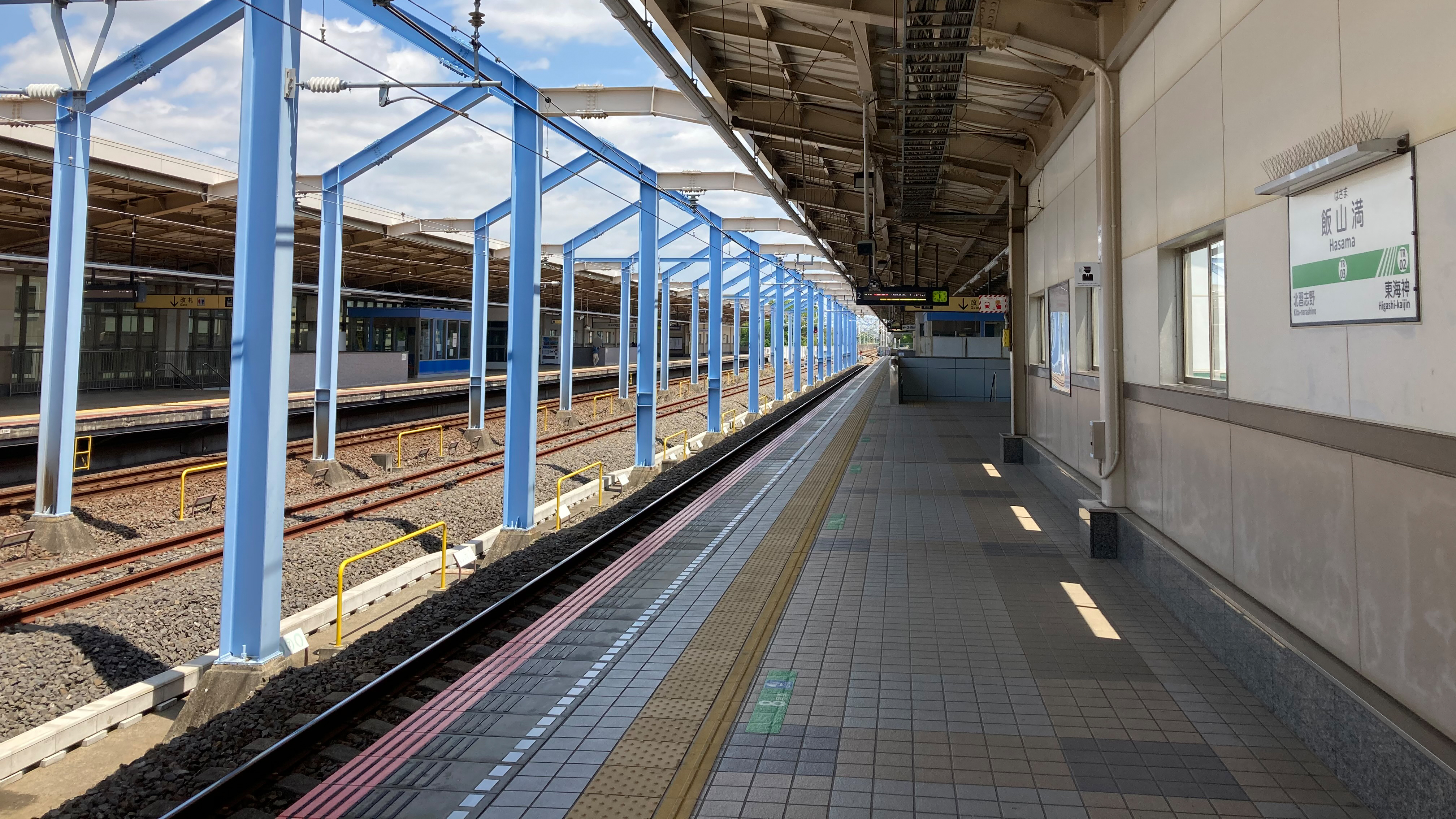
니시후나바시 방면 승강장(2021년 4월 27일)

## 인접역
| 도요 고속철도 T 도요 고속선         | 도요 고속철도 T 도요 고속선 | 도요 고속철도 T 도요 고속선            |
| ----------------------------------- | --------------------------- | -------------------------------------- |
| TR02 히가시카이진 니시후나바시 방면 | T 도요 고속선               | TR04 기타나라시노 도요 가쓰타다이 방면 |